# Karl Franz Anton von Schreibers
Carl Franz Anton Ritter von Schreibers (15 de agosto de 1775 - 21 de mayo de 1852) fue un naturalista austríaco, aborigen de Pressburg, Reino de Hungría, Imperio Habsburgo (hoy Bratislava, Eslovaquia). Obtuvo su doctorado en Medicina en la Universidad de Viena en 1798, aunque estudiará botánica, mineralogía, y zoología en la Universidad. Por un breve periodo es asistente de su tío Joseph Ludwig von Schreibers en su práctica médica en Viena. Realizó visitas a museos de toda Europa, y en 1802 es asistente de Historia natural y de Agronomía en la Universidad de Viena.
En 1806, concursa y gana el puesto de director de las "Colecciones Vienesas de Historia Natural" (Naturalienkabinette), que continuaría toda su vida.
Schreibers se involucró en todas las áreas de las ciencias naturales, e inclusive se embarcó en las reorganizaciones de las colecciones de historia natural. Durante su gestión como director, el tamaño de la biblioteca creció de pocos textos científicos a una colección de más de 30.000 volúmenes. Allí, también se almacenan los resultados de su obra de investigación personal, y su colección de meteoritos, que probablemente haya sido su principal interés de estudio. El 31 de octubre de 1848, la mayor parte del museo fue destruida por las llamas durante el curso del bombardeo por los revolucionarios vieneses en contra del ejército imperial austríaco. Schreibers fue devastado por las pérdidas, e inmediatamente se retiró. Su colección de meteoritos se salvó de la destrucción.
Schreibers fue también el primer científico en desarrollar estudios detallados de anatomía del Proteus anguinus, un anfibio.

## Honores

### Eponimia
En 1847, el mineral poco común fosfato de hierro-níquel ((Fe, Ni) 3P) fue nombrado en su honor por Wilhelm Karl Ritter von Haidinger (1775-1871). Ese mineral se halla en meteoritos, y hoy se lo conoce como schreibersita.
- (Rubiaceae) Schreibersia Pohl[1]
- La abreviatura «Schreibers» se emplea para indicar a Karl Franz Anton von Schreibers como autoridad en la descripción y clasificación científica de los vegetales.[2]